# Botschaft der Republik Polen (Köln)
Die Botschaft der Republik Polen in der Bundesrepublik Deutschland (bis 1989 der Volksrepublik Polen) hatte von 1972 bis 1999 ihren Sitz in Köln, mit einer Außenstelle bis 2001. Seit dem Umzug der Botschaft nach Berlin besteht in der Stadt am Rhein ein polnisches Generalkonsulat einschließlich einer Handelsabteilung.

## Geschichte

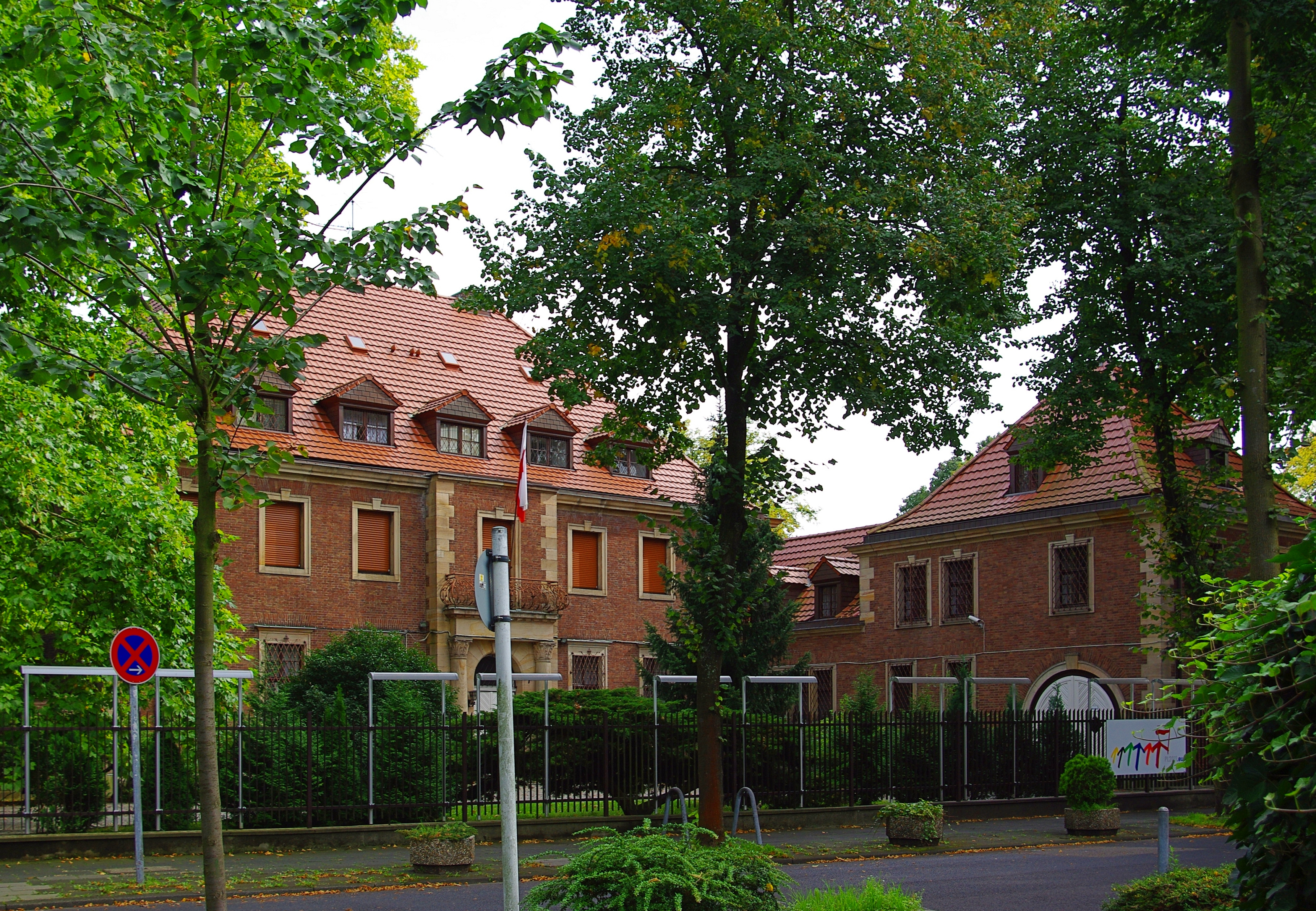
Villa Lindenallee 7 in Köln-Marienburg, 1980–1999 Sitz der polnischen Botschaft und bis 2013 des Generalkonsulats (2011)

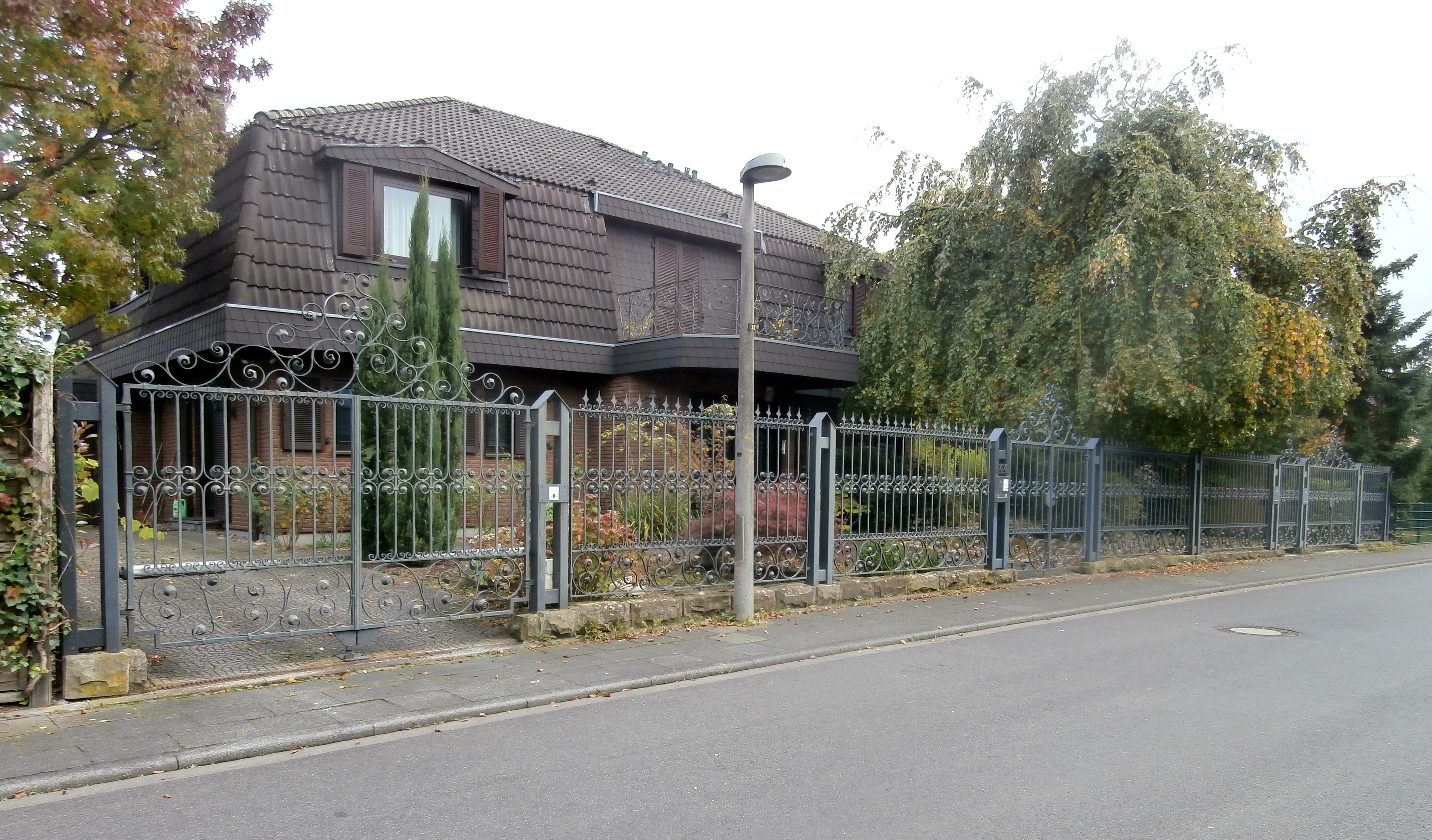
Villa Am Waldpark 44 in Köln-Hahnwald, bis 1999 Residenz der Botschaft (2015)

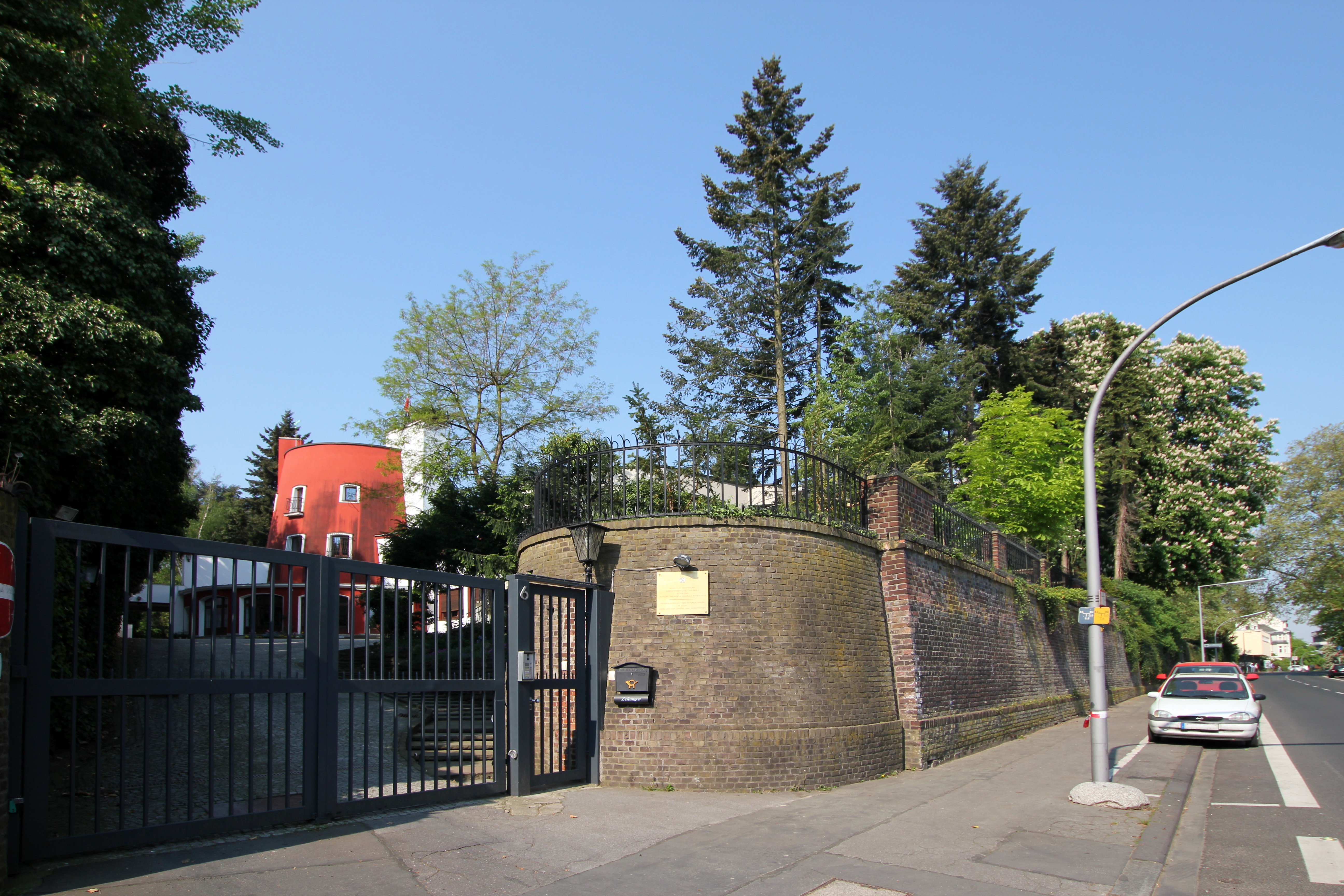
Alteburger Mühle in Köln-Marienburg, Handelsabteilung des Generalkonsulats (ehem. der Botschaft)

Polen unterhielt bereits seit Gründung der Bundesrepublik Deutschland 1949 eine Handelsvertretung in Frankfurt am Main. Anfang der 1960er-Jahre siedelte sie nach Köln über, wo sie ihren Sitz im Stadtteil Marienburg in der Villa Pferdmengesstraße 5, einem 1924 errichteten Backsteinbau, nahm. 1964/65 wurde das Gebäude für die Handelsvertretung um einen Bürotrakt ergänzt. Der Leiter der Handelsmission residierte in einem früheren Wohnhaus Konrad Adenauers im Stadtteil Lindenthal (Max-Bruch-Straße 4), das dieser an Polen vermietete. Nach der Aufnahme diplomatischer Beziehungen zur Bundesrepublik Deutschland am 14. September 1972 wurde die Handelsvertretung in eine Botschaft am Regierungssitz Bonn umgewandelt. Die Kanzlei der Botschaft (inkl. Konsularabteilung) wurde am bisherigen Standort der Handelsvertretung (Pferdmengesstraße 5) eingerichtet; das vormalige Wohnhaus des Leiters der Handelsmission (Max-Bruch-Straße 4) diente fortan als Residenz der Botschaft, Wohnsitz des Botschafters. Das Büro des polnischen Handelsrats als Handelsabteilung der Botschaft war zunächst in der Kölner Innenstadt (Clever Straße 5) beheimatet und bezog 1977 die in Marienburg gelegene Alteburger Mühle, die für diesen Zweck 1977/78 erweitert wurde. 1980 verlegte Polen die Botschaftskanzlei innerhalb des Stadtteils Marienburg in die Villa Lindenallee 7. Als Residenz der Botschaft diente zuletzt ein 1983 erbautes Einfamilienhaus im Stadtteil Hahnwald (Am Waldpark 44). Polen und Eritrea waren die einzigen Staaten, deren diplomatische Vertretungen bis zuletzt in Köln ansässig waren. Die Konsularabteilung der Botschaft war außerhalb des Kanzleigebäudes im Stadtteil Marienburg untergebracht (zunächst Pferdmengesstraße 30, zuletzt Leyboldstraße 74).
Ende der 1980er-Jahre plante die polnische Regierung einen Neubau der Botschaft im Bonner Stadtbezirk Bad Godesberg, dem räumlichen Schwerpunkt der diplomatischen Vertretungen. Ein entsprechendes Grundstück an der Turmstraße im Ortsteil Plittersdorf sollte vom Bund der Volksrepublik Polen im Gegenzug für ein Grundstück in Warschau bereitgestellt werden, auf dem ein Neubau der bundesdeutschen Botschaft vorgesehen war. Die Verhandlungen waren im Herbst 1989 bereits kurz vor dem Abschluss, als sie durch Mauerfall, Wiedervereinigung und den Beschluss zur Verlegung des Regierungssitzes nach Berlin vereitelt wurden.
Im Zuge der Verlegung des Regierungssitzes zog die Hauptstelle der polnischen Botschaft 1999 nach Berlin um (→ Polnische Botschaft in Berlin). In Köln wurde zunächst am bisherigen Standort eine Außenstelle der Botschaft mit der Konsularabteilung belassen. 2001 wurde sie in ein Generalkonsulat umgewandelt, als dessen Handelsabteilung das Büro des Handelsrats in der Alteburger Mühle bestehen blieb; als Residenz des Generalkonsuls diente die vormalige Residenz der Botschaft (Am Waldpark 44). Im Frühjahr 2012 wurden Planungen des polnischen Außenministeriums für eine Aufgabe der Villa Lindenallee 7 aus Kostengründen sowie eine Verkleinerung und Verlegung des Generalkonsulats mit zuletzt 27 Mitarbeitern innerhalb Kölns bekannt, die – insbesondere aufgrund der Nutzung des Anwesens für kulturelle Veranstaltung – auf öffentliche Kritik stießen. Aufgrund ihrer Proteste um den künftigen Sitz der Repräsentanz wurde die Generalkonsulin Jolanta Róża Kozłowska zum Jahresende 2012 abberufen. Das Generalkonsulat zog Anfang Dezember 2013 in Büroräume am Mediapark um, am 18. Dezember wurde der neue Sitz feierlich eröffnet.
Der Konsularbezirk des polnischen Generalkonsulats in Köln umfasst die Länder Hessen, Nordrhein-Westfalen, Rheinland-Pfalz und Saarland. Es ist derzeit das größte Konsulat der Republik Polen in Deutschland. Die Handelsabteilung in der Alteburger Mühle firmiert heute unter der Bezeichnung Abteilung für Handel und Investitionen.
Generalkonsuln nach Amtsantritt:

- 31. Juli 2001: Andrzej Szynka[22]
- 27. September 2001: Elzbieta Sobótka[23]
- 10. März 2006: Andrzej Kaczorowski[24]
- 17. August 2009: Jolanta Róża Kozłowska[25]
- Januar 2013 (Exequatur am 5. März 2014): Jan Sobczak[26][27]
- 3. September 2018: Jakub Wawrzyniak[28]
- Oktober 2024: Marek Głuszko[29]